# Dermestidae
Los derméstidos (Dermestidae) son una familia de coleópteros polífagos con 500 a 700 especies descritas, algunas de las cuales son plagas de productos humanos, como pieles, alfombras, etc. 

## Características
Su tamaño oscila entre 1 y 12 mm de longitud. La cabeza está inclinada hacia abajo y es solo parcialmente visible desde arriba; poseen un ocelo en la frente (excepto los Dermestinae); antenas con un número variable de segmentos según los grupos, terminadas en una maza formada por uno o varios artejos. Pronoto tan ancho como la base de los élitros. Alas bien desarrolladas. Patas cortas, con cinco artejos en los tarsos.

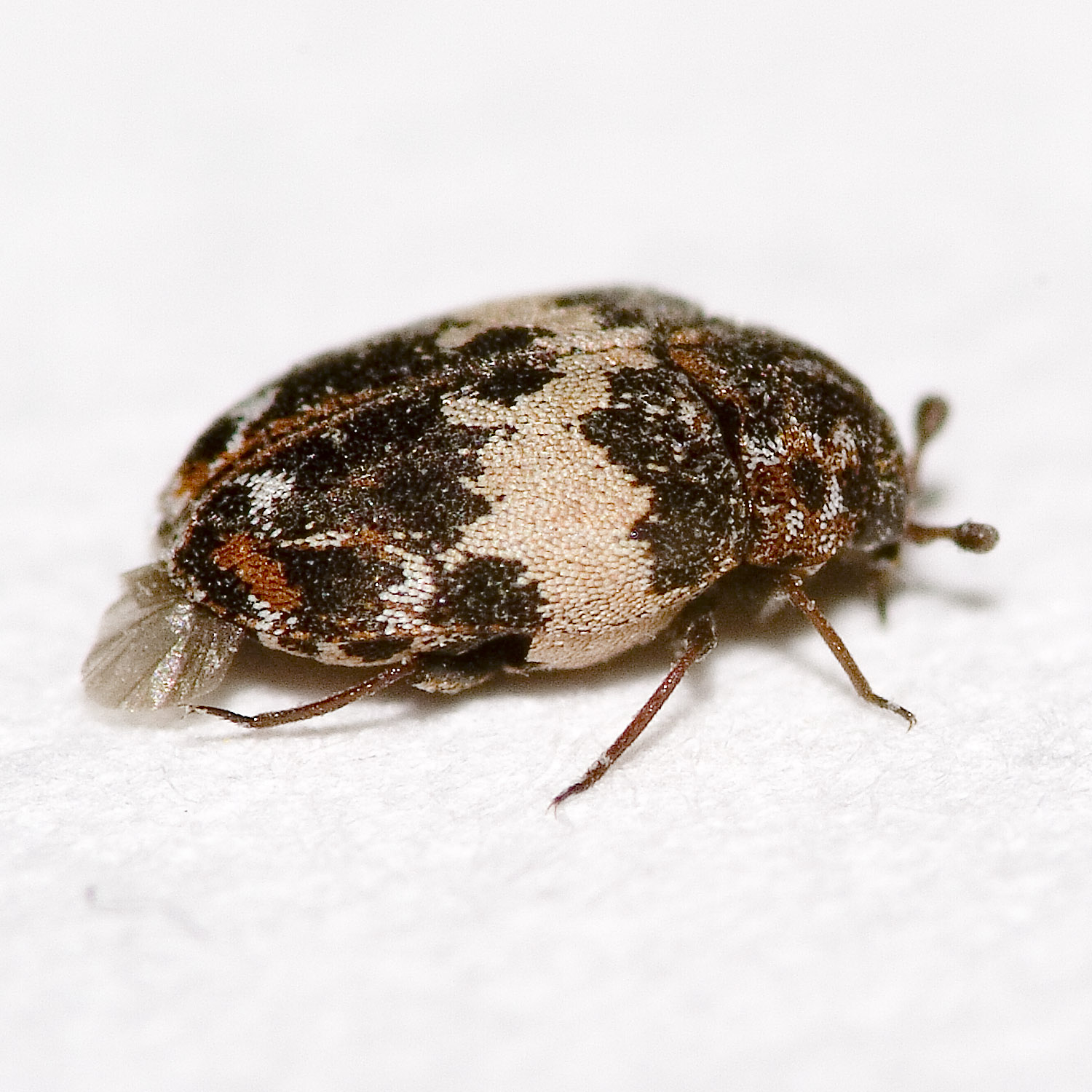
Anthrenus pimpinellae

## Biología y ecología
Tanto las larvas como los adultos viven en excrementos animales, bajo la corteza de los árboles, en nidos de aves, en carroña, etc.; algunas especies se alimentan de larvas de abejas y avispas o huevos de arañas. Algunos adultos del género Anthrenus se alimentan de polen.
Algunas especies, como Anthrenus scrophulariae,  son antropófilos, viviendo a expensas de casi cualquier producto de origen animal en las viviendas humanas, donde causan destrozos en prendas de piel, alfombras, ropa, etc. Las larvas de algunas especies, como Anthrenus museorum, y otras del mismo género, o Trogoderma angustum pueden destruir las colecciones de los museos.
Algunas especies son usadas en medicina forense para determinar la fecha de muerte de un cadáver. En taxidermia, se los usa para limpiar especímenes y remover todas las partes carnosas.

## Géneros
Estos 42 géneros pertenecen a Dermestidae:
- Adelaidia Blackburn, 1891 g
- Amberoderma Háva & Prokop, 2004 g
- Anthrenocerus Arrow, 1915 g
- Anthrenus O. F. Müller, 1764 i c g b
- Apsectus LeConte, 1854 i c g b
- Attagenus Latreille, 1802 i c g b
- Caccoleptoides Herrmann, Háva & Kadej, 2015 g
- Caccoleptus Sharp, 1902 g b
- Cretonodes Kirejtshuk & Azar, 2009 g
- Cryptorhopalum Guérin-Méneville, 1838 i c g b
- Ctesias Stephens, 1830 i c g b
- Dearthrus LeConte, 1861 i c g b
- Dermestes Linnaeus, 1758 i c g b
- Egidyella Reitter, 1899 i c g
- Evorinea Beal, 1961 g
- Globicornis Latreille, 1829 g
- Jiriella Kitano, 2013 g
- Labrocerus Sharp, 1885 i c g
- Megatoma Herbst, 1792 i c g b
- Miocryptorhopalum Pierce, 1960 g
- Neoanthrenus
- Novelsis Casey, 1900 i c g b
- Oisenodes Kirejtshuk, Háva & Nel, 2010 g
- Orphilodes Lawrence & Ślipiński, 2005 g
- Orphilus Erichson, 1846 i c g b
- Orphinus Motschulsky, 1858 i c g b
- Paranovelsis b
- Phradonoma Jacquilin du Val, 1859 g b
- Pseudohadrotoma b
- Ranolus Blair, 1929
- Reesa Beal, 1967 i c g b
- Reeveana Tillyard, 1923 g
- Sefrania Pic, 1899 g
- Thaumaglossa Redtenbacher, 1867 i c g b
- Thorictodes Reitter, 1875 i c g b
- Thorictus Germar, 1834 g
- Thylodrias Motschulsky, 1839 i c g b
- Trichodryas Lawrence & Slipinski, 2005 g
- Trinodes Dejean, 1821 g
- Trogoderma Dejean, 1821 i c g b
- Tryoniopsis Tillyard, 1923 g
- Zahradnikia Háva, 2013 g
- Zhantievus Beal, 1992 g

Data sources: i = ITIS, c = Catalogue of Life, g = GBIF, b = Bugguide.net

## Galería

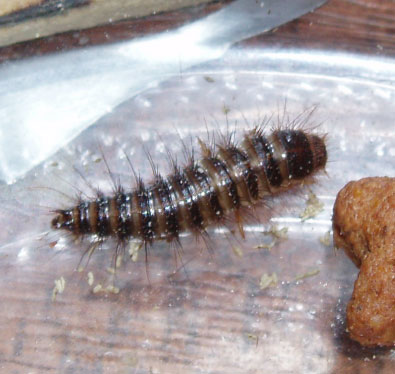
Larva de (Dermestes lardarius)
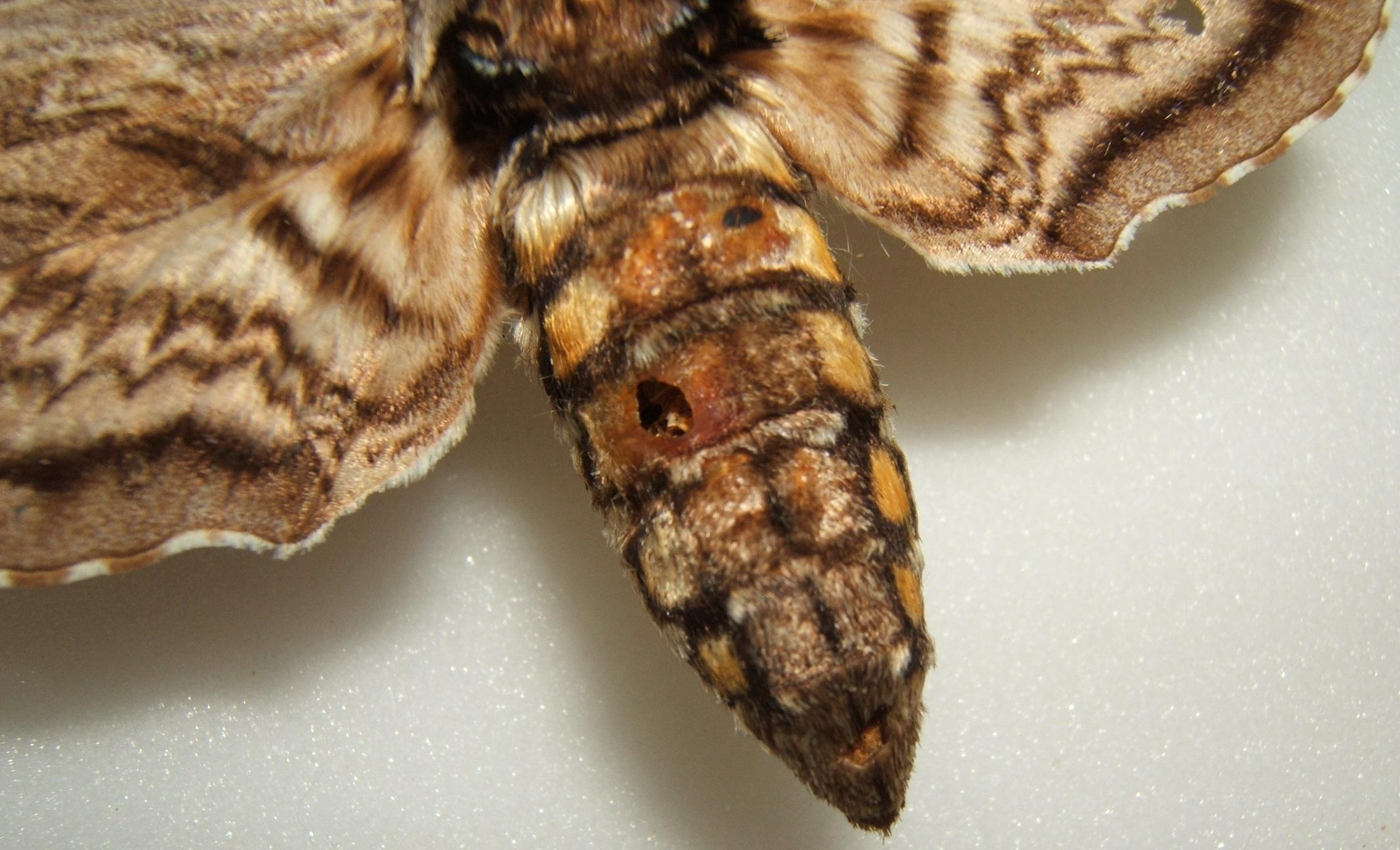
Daño causado a Manduca quinquemaculata en una colección de insectos
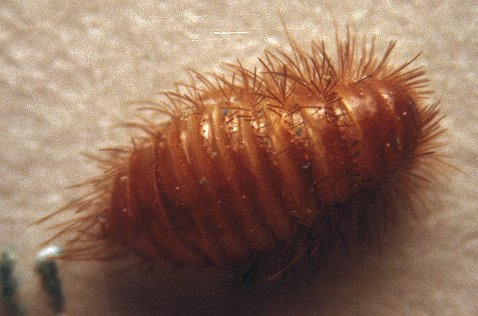
Larva de Anthrenus verbasci
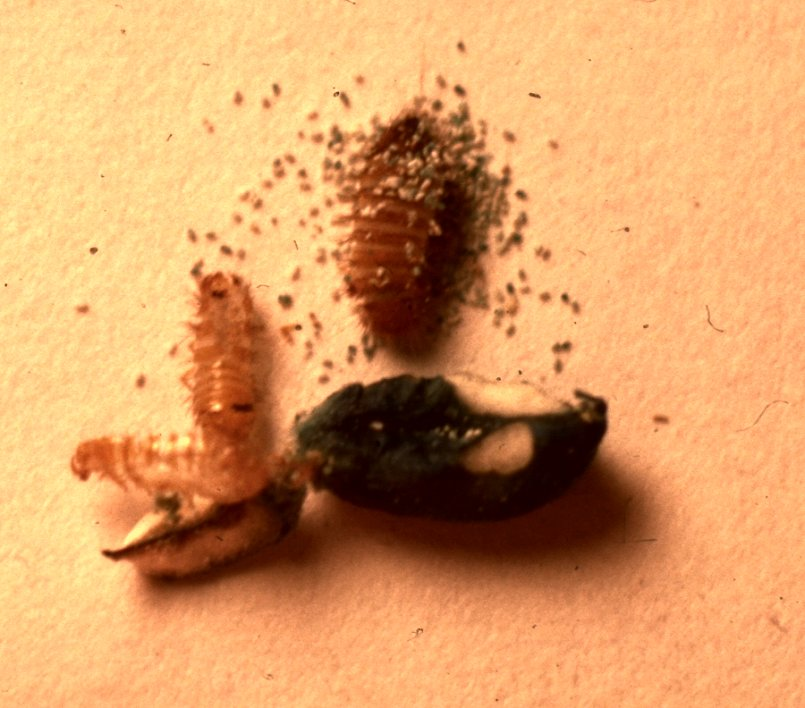
Larvas de Anthrenus verbasci, residuos y semilla
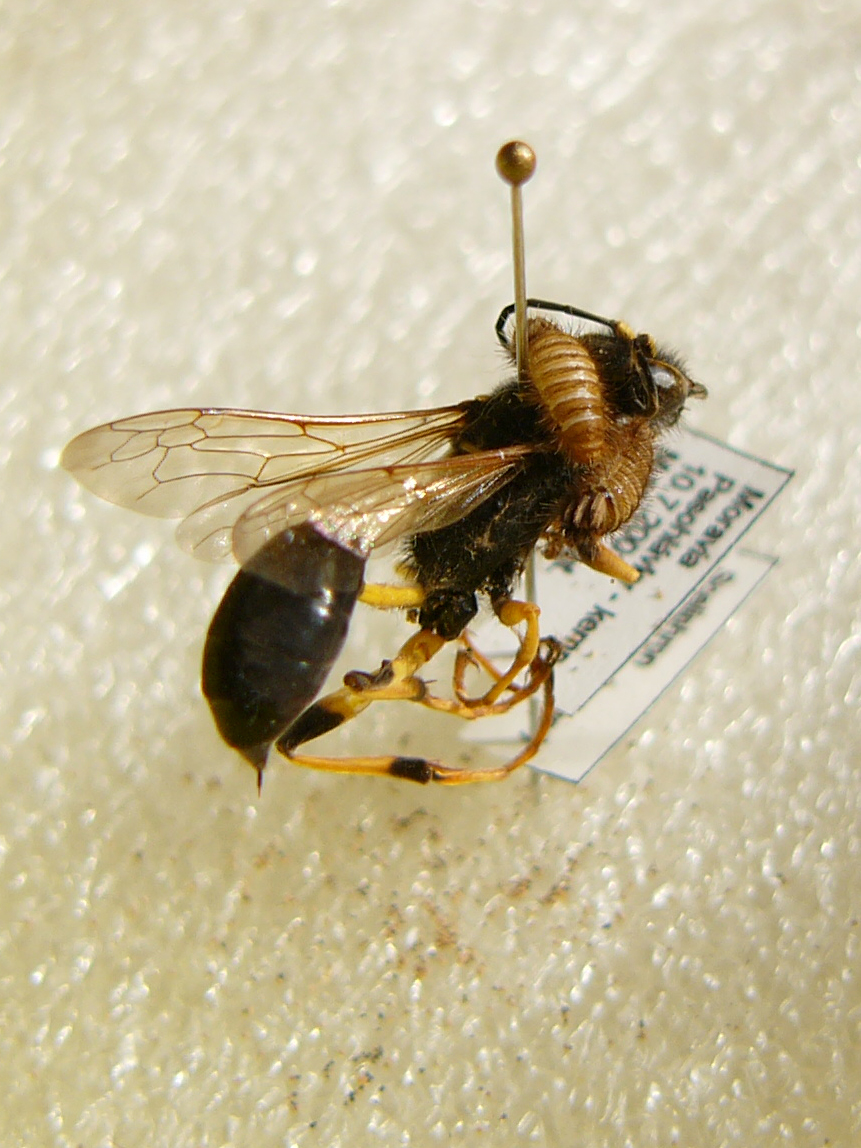
Daño causado por Anthrenus a Sceliphron destillatorius en una colección de insectos